# 两片联映

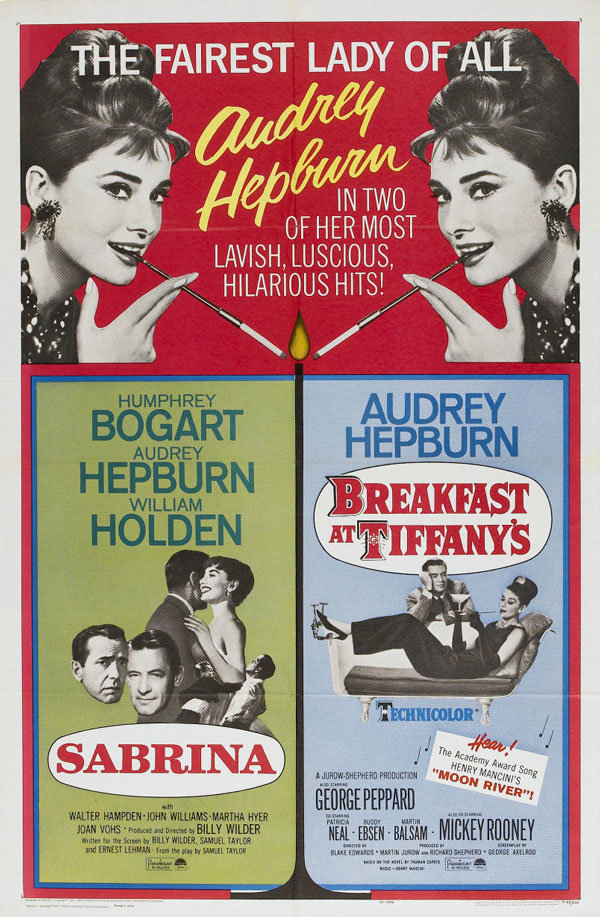
两片联映海报《龙凤配》和《第凡內早餐》

两片联映、双片同映，是指电影业中影院以一部电影的价格放映两部电影。取代了早期在放映一部故事片后放映各种短片的影映模式。
歌剧院为提供观众较长时间的演出，会将两部歌剧放在一起上演，通常为单幕、两幕的短歌剧，因其商业成本很难单独上演。例如大都会歌剧院于1893年12月22日首次上演的双幕剧《丑角》与《乡村骑士》 。往后，这两部歌剧经常以双剧幕形式一同演出，歌剧界通俗地称此为“骑丑(Cav and Pag)”。 

## 起源和形式
两片联映起源于 20 世纪 30 年代后期，发展跌宕起伏，不过一直持续到 20 世纪 40 年代：
- 一场或多场现场表演
- 一部动画短片
- 一部或多部真人喜剧短片
- 一部或多部短片
- 新闻片
- 主流故事片

1929年，随着有声电影在美国影院的广泛普及，许多独立放映商开始放弃当时占主导节目放映模式。大萧条初期，电影院生意陷入低迷。剧院经理认为，如果以一部电影的价格提供两部电影，既可以吸引更多顾客，又可以节省成本；观众认为一张戏票的费用对于几个小时的消遣娱乐来说是物有所值的，这种做法成为了当时电影节目编排的标准模式。
一个 20 世纪 30 年代典型的双片联映电影中，以放映预告片、新闻片、动画片和/或短片组成的综艺节目展开，接着放映低成本的第二部故事片（B级片），随后一个简短的插曲，最后，放映高预算的正片（A级电影）。
进行两片联映的一家街坊剧院收入战胜了只放映高价位首映故事片电影的高消费剧院。各大电影公司注意到了这一点，开始动用自己工作室的技术人员，布景，及一路还在跌打起伏演员，制作 B级片。各大电影公司还制作了出现固定角色为特色的电影系列。尽管两片联映成长片教许多喜剧短片制片人破产，但它却是专门从事 B级电影制作的小型好莱坞制片厂（如 Republic 和 Monogram）的主要收入来源。

## 衰退

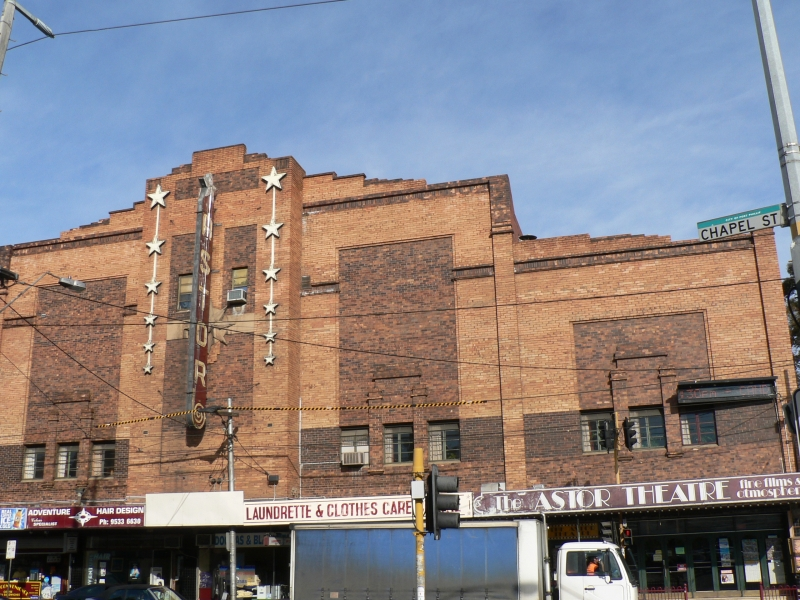
澳大利亚墨尔本阿斯特剧院自1936年开业以来一直两片联映。

两片联映的出现部分是由于一种被称为“集体预订”的制片厂做法，这是一种搭售形式，其中主要的好莱坞制片厂要求影院在购买更受欢迎的A级电影的同时购买B级电影。 1948年，美国最高法院在美国诉派拉蒙影业公司一案中判定这种做法非法，导致了制片厂制度的终结。
一旦没有集体预订，制片厂就不再有动力制作自己的B级故事片。但首映电影殿、社区剧院和汽车电影院的观众仍然期待两部影片的联映。1948年，美国近三分之二的电影院都在为双片做广告。 
在1948年最高法院作出裁决（称为“百乐门同意书”）之后，第二部上映的片源发生了变化。 第二部影映可以是：
- 主流工作室重新发布的老片
- 由专门置购和重新发行旧电影的公司提供的影片
- 由小工作室承包拍摄的低成本故事片

詹姆斯·H·尼科尔森 和 塞缪尔·Z·阿科夫 在 20 世纪 50 年代中期成立了美国国际影业公司，负责制作和发行低成本影片。他们发现放映商只对以固定价格购买他们的 B级片作为额外副映感兴趣。一旦尼科尔森和阿科夫将两部影片组合成一个节目，以两片联映形式出售，每部电影在广告中投入的费用相同，并进行爆炸性的广告宣传，影院就愿意以百分比来售映它们。比起主要发行商，映商可能保留了多数的票房收入， 但美国国际影业的票房股份份额足以免于其倒闭。
两片联映按百分比出售，并且报纸广告和宣传材料中的每部影片都给予同等的计费。由于预告片和广告宣传了这两部电影标题，因此放映商不愿将两部电影独立分开。对于发行商和放映商来说，这是一个与标准双片大不相同的政策，因为影片价格不会因主打片浮动而不同。
到了 20 世纪 60 年代中期，非汽车影院的双片放映已基本被放弃，取而代之的是现代的单片放映，即只放映一部故事片。然而，以前作为单一故事片放映的热门系列的双片，例如超级间谍类型的詹姆斯·邦德和马特·赫尔姆系列，以及《无名者》和《陌生人》和《意大利面西部片》，都被主要工作室一起重新发行。
首映双片的结束也标志着连续放映的结束，这是一种放映政策，剧院在上午 10:30 或 11:00 开放，不间断地放映节目直到午夜 12:00。观众可在演出期间随时购票进场。
大多数电影院早已停止放映双片电影的做法。澳大利亚墨尔本圣基尔达的阿斯特剧院成立于1936年，至今仍延续着双幕剧的传统。许多剧目剧院继续放映两部电影，通常以某种方式连续放映。

继《谁陷害了兔子罗杰》大获成功后，迪士尼又制作了三部<i>《兔子罗杰》</i>卡通短片，作为其他迪士尼电影的前奏，希望继续流行正片前播放动画短片，不过告以失败。 短片仍然偶尔先于故事片放映（例如，皮克斯电影通常会播放短片），但两片联映现在在美国的首映电影院中实际上已经绝迹。
20 世纪 90 年代，流行在同一盘录像带上包含两部电影（第二部通常是第一部的续集），被普称为“两片联映”，这种做法后来延续到DVD时代 。
2007年，电影制片人昆汀·塔伦蒂诺和罗伯特·罗德里格斯以双片形式发行了他们的个人电影《恐怖星球》和《死亡证据》，标题为《刑房》 ，并与虚假的剥削电影预告片和 1970 年代的狙击镜头一起剪辑，以复制观看双片的体验。在磨房剧院里。尽管《Grindhouse》获得了评论界的好评，但它在美国却遭遇了彻底的财务失败。这些电影在国际市场上单独放映并以 DVD 形式放映。

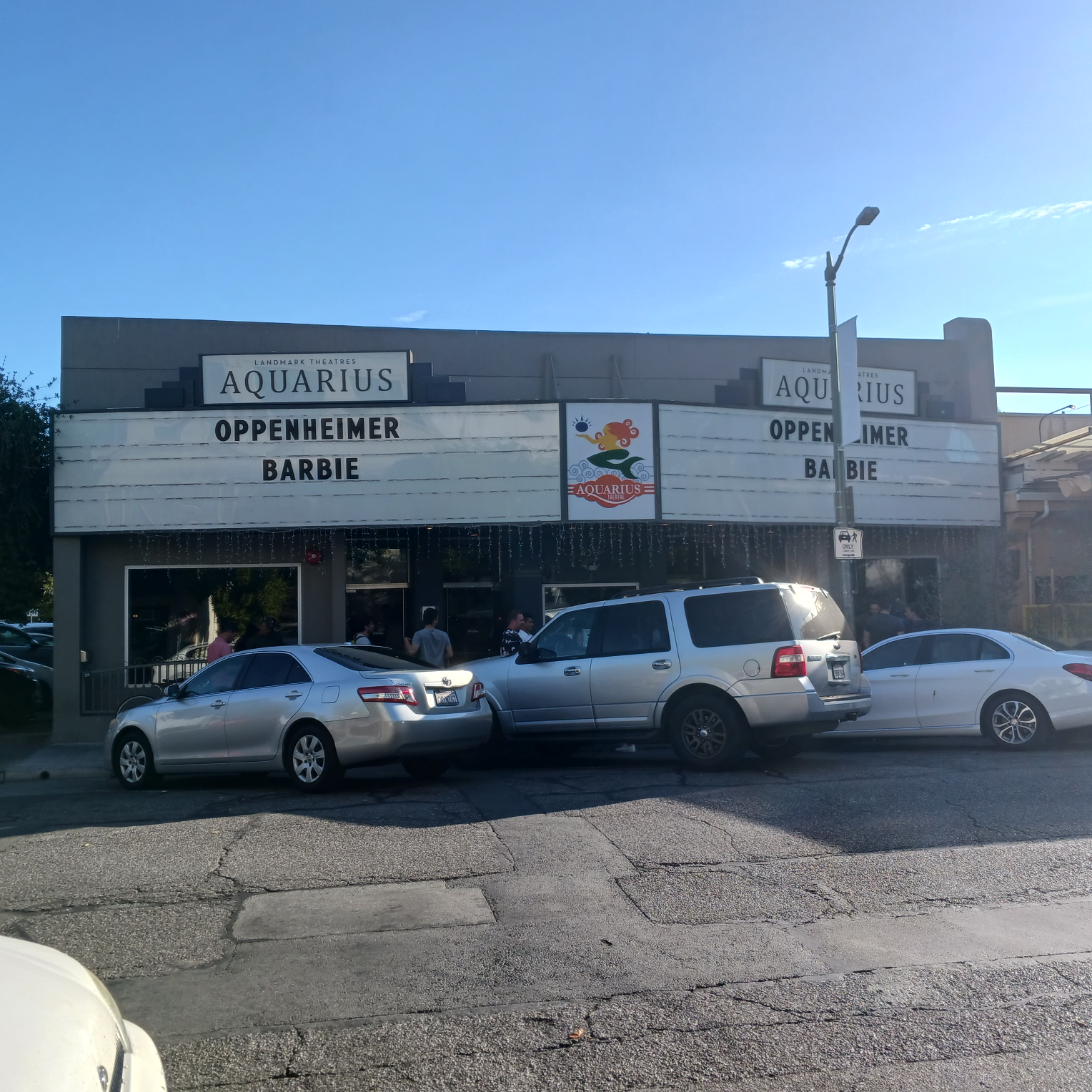
加利福尼亚州，帕洛阿尔托的 “Aquarius”剧院在两个屏幕上同时播映《奥本海默》和《芭比娃娃》

当时另一部两片联映是《决斗计划》，日本导演北村龙平和堤幸彦创作了影片互相竞争，由顶级观众放映和投票。
漫威动画长片之一，直接视频系列以绿巨人大战为特色，这是一个双重功能，有绿巨人大战金刚狼和绿巨人大战雷神。
最近，重新发售热门电影的两片联映登上了大银幕。第一套是2009年10月2日开始重新上映《玩具总动员》和《玩具总动员2》 ，次年上映《玩具总动员3》 。这两套电影都在选指定影院在迪士尼数字3D名下发行。下一套两片联映长片是2010年6月29日重新上映的《暮光之城》和《暮光之城：新月》 ，就在当时部分影院午夜放映较新片《暮光之城：日食》前不久。  2011年7月16日，第14部神奇宝贝电影《比克提尼与黑色英雄：捷克罗姆》和《比克提尼与白色英雄：雷希拉姆》以两片联映形式在日本首映，这套电影如同其同名游戏实际上都是有各自的“版本”，然而版本之间的情节和角色设计相关有所差异。
2022年，俄罗斯电影界推出与美国、俄罗斯电影两片联映。第一部是好莱坞大片，被指定为“免费预告片服务”。第二部被指定为主要故事片，是俄罗斯爱国宣传片或短片（已售票）。  
2023年，作为“巴本海默”现象的一部分，许多影院开始为《芭比》和《奥本海默》提供双片联映。联映两片 – 因其色调和主题对比而知名 – 于7月21日在美国和其他地区上映。 